# Анна Зофія Криговська
Анна Зофія Криговська (1904—1988) — польський математик, відома своєю роботою з математичної освіти.
Народилася Криговська 19 вересня 1904 року у Львові, столиці Королівства Галичини та Володомирії. Вона виросла в Закопане, навчалася у Ягеллонському університеті у Кракові, де у 1927 році здобула спеціальність математика. З 1927 до 1950 років вона працювала викладачем математики початкової та середньої школи в Польщі. Не полишала діяльності під час Другої світової війни, коли була необхідність ховатися у підземних укриттях. У 1950 році отримала ступінь доктора Ягеллонського університету під керівництвом Тадеуша Важевського, і вступила на факультет педагогічного університету Кракова. У 1958 році Криговську призначили на посаду завідувача новоутвореним відділом дидактики математики.. На пенсію вона вийшла в 1974 році.
Криговська була активним учасником національних та міжнародних груп з питань викладання математики, наприклад, у 1956 році — на конференції міністрів народної освіти ЮНЕСКО в складі польської делегації. Організувала у 1960 і 1971 роках дві конференції Міжнародної комісії з вивчення та удосконалення викладання математики (CIEAEM). У 1970 році Анна Зофія Криговська стала президентом CIEAEM, а в 1974 році — почесним президентом. Відомий математик також виступала на математичному утворенні на Міжнародному конгресі математиків у 1966 та 1970 роках.
Померла Анна Зофія Криговська 16 травня 1988 року.